# Komitas Pantheon

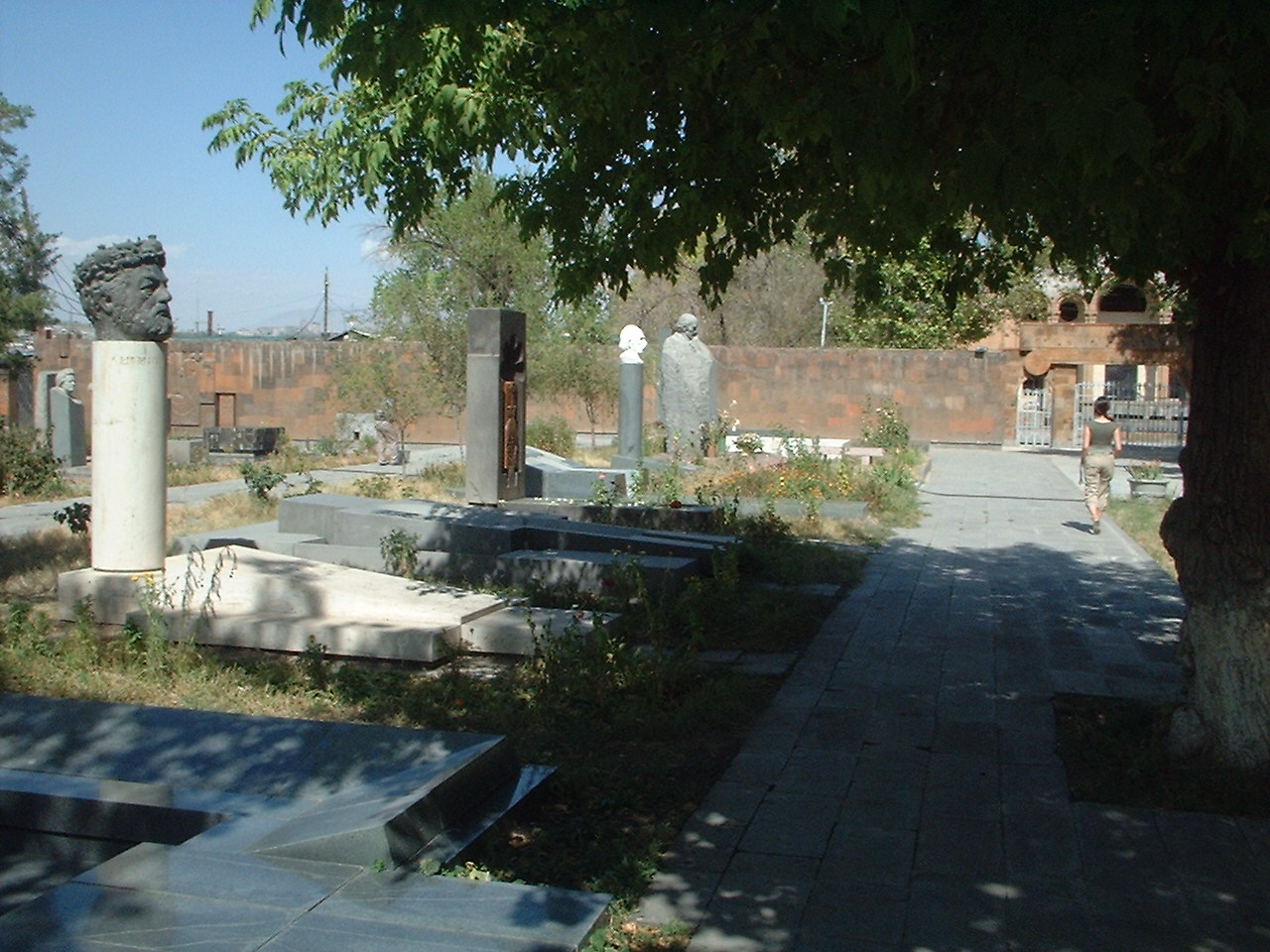
Blick auf den Friedhof

Komitas Pantheon (armenisch Կոմիտասի անվան զբոսայգի եւ պանթեոն) ist ein Friedhof und ein Park, der sich in der armenischen Hauptstadt Jerewan im Distrikt Schengawit befindet. Der Friedhof besteht seit 1936 und wurde errichtet, nachdem der alte Friedhof Mler und die dazugehörige Kapelle zerstört worden waren. Zahlreiche armenische Persönlichkeiten sind hier beerdigt, so auch Komitas, der Begründer der modernen armenischen Musik, nach dem die Anlage benannt ist.
Im angrenzenden Park wurde im Januar 2015 das Komitas Museum eröffnet, das ebenfalls dem Priester und Musiker Komitas gewidmet ist.

## Persönlichkeiten, die im Pantheon bestattet wurden (Auswahl)
Der Friedhof und der dazugehörige Park enthalten etwa 60 Gräber, darunter von:
| Name                   | Lebensdaten | Tätigkeit                     |
| ---------------------- | ----------- | ----------------------------- |
| Alexander Arutjunjan   | 1920–2012   | Komponist                     |
| Mariam Aslamasjan      | 1907–2006   | Malerin                       |
| Aram Chatschaturjan    | 1903–1978   | Komponist                     |
| Wahagn Dawtjan         | 1922–1996   | Schriftsteller                |
| Hovhannes Hovhannisjan | 1864–1929   | Dichter                       |
| Karen Demirtschjan     | 1932–1999   | Politiker                     |
| Gohar Gasparyan        | 1924–2007   | Opernsängerin                 |
| Gegham Grigorjan       | 1951–2016   | Opernsänger                   |
| Ofelia Hambardzumjan   | 1925–2016   | Sängerin                      |
| Awetik Issahakjan      | 1875–1957   | Dichter                       |
| Silwa Kaputikjan       | 1919–2006   | Dichterin                     |
| Komitas Vardapet       | 1869–1935   | Priester und Musiker          |
| Schuschanik Kurghinjan | 1876–1927   | Dichterin                     |
| Hrant Matevosyan       | 1935–2002   | Schriftsteller                |
| Romanos Melikjan       | 1883–1935   | Komponist                     |
| Eduard Mirsojan        | 1921–2012   | Komponist                     |
| Mher Mkrttschjan       | 1930–1993   | Schauspieler                  |
| Nikoghajos Nikoghosjan | 1918–2018   | Bildhauer                     |
| Sergei Paradschanow    | 1924–1990   | Filmregisseur                 |
| Hamo Sahjan            | 1914–1993   | Dichter und Übersetzer        |
| Ara Sargsjan           | 1902–1969   | Bildhauer und Hochschullehrer |
| Sos Sargsjan           | 1929–2013   | Schauspieler                  |
| Martiros Sarjan        | 1880–1972   | Maler                         |
| William Saroyan        | 1908–1981   | Schriftsteller                |
| Hovhannes Schiras      | 1915–1984   | Dichter                       |
| Alexander Schirvansade | 1858–1935   | Schriftsteller                |
| Stepan Sorjan          | 1889–1967   | Schriftsteller                |
| Alexander Tamanjan     | 1878–1936   | Architekt                     |
| Toros Toramanjan       | 1864–1934   | Architekt und Historiker      |
| Vahan Terjan           | 1885–1920   | Dichter                       |
| Bedros Tourian         | 1851–1872   | Dichter                       |

## Weblinks

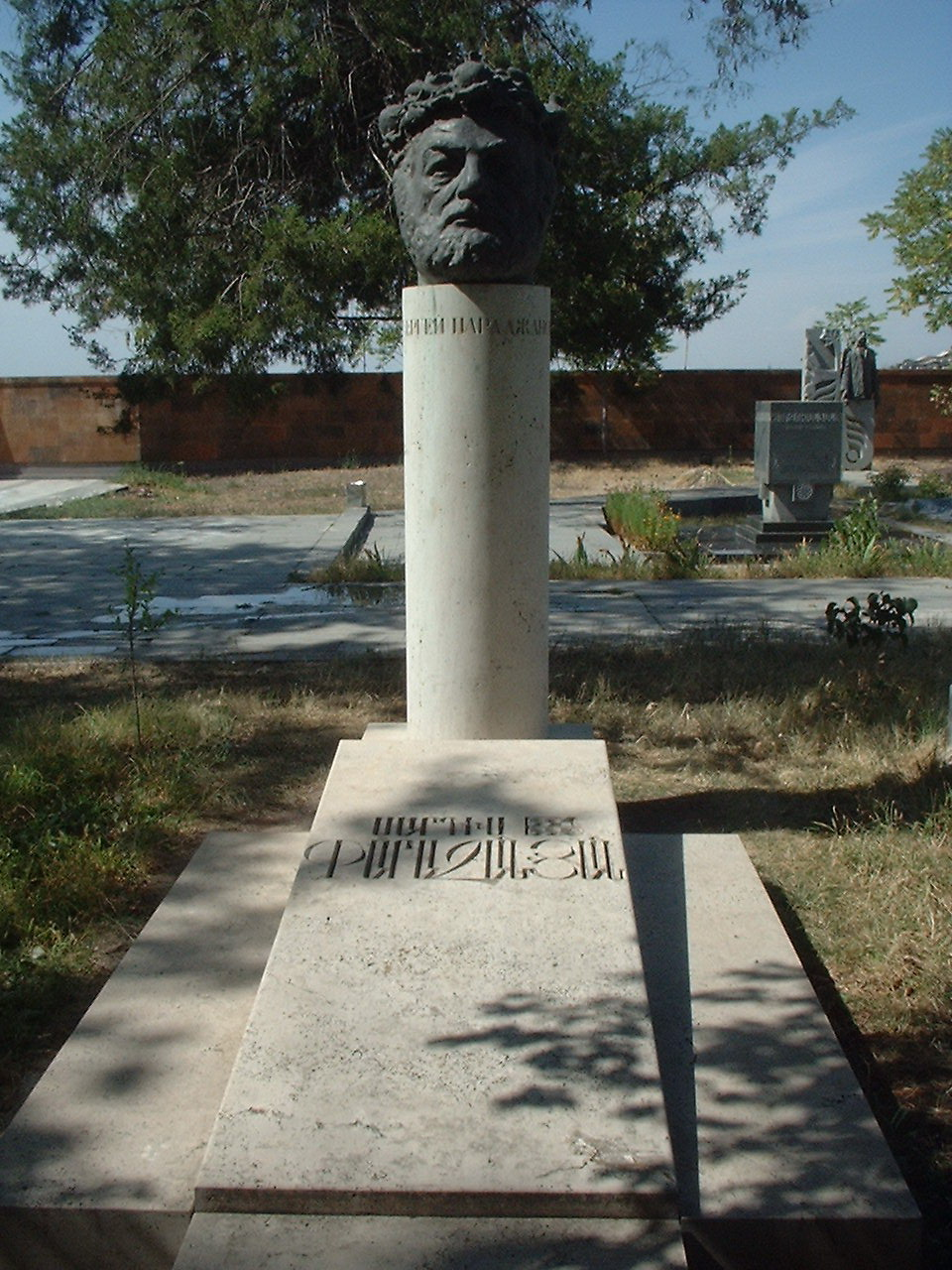
Grab von Sergei Paradschanow
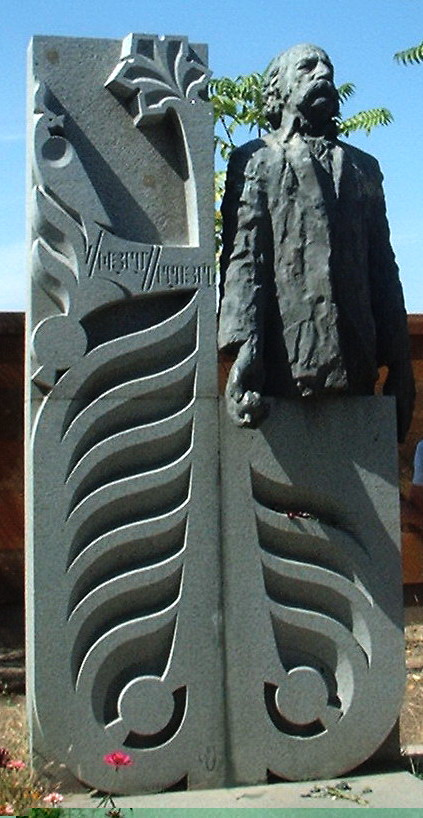
Grab von William Saroyan
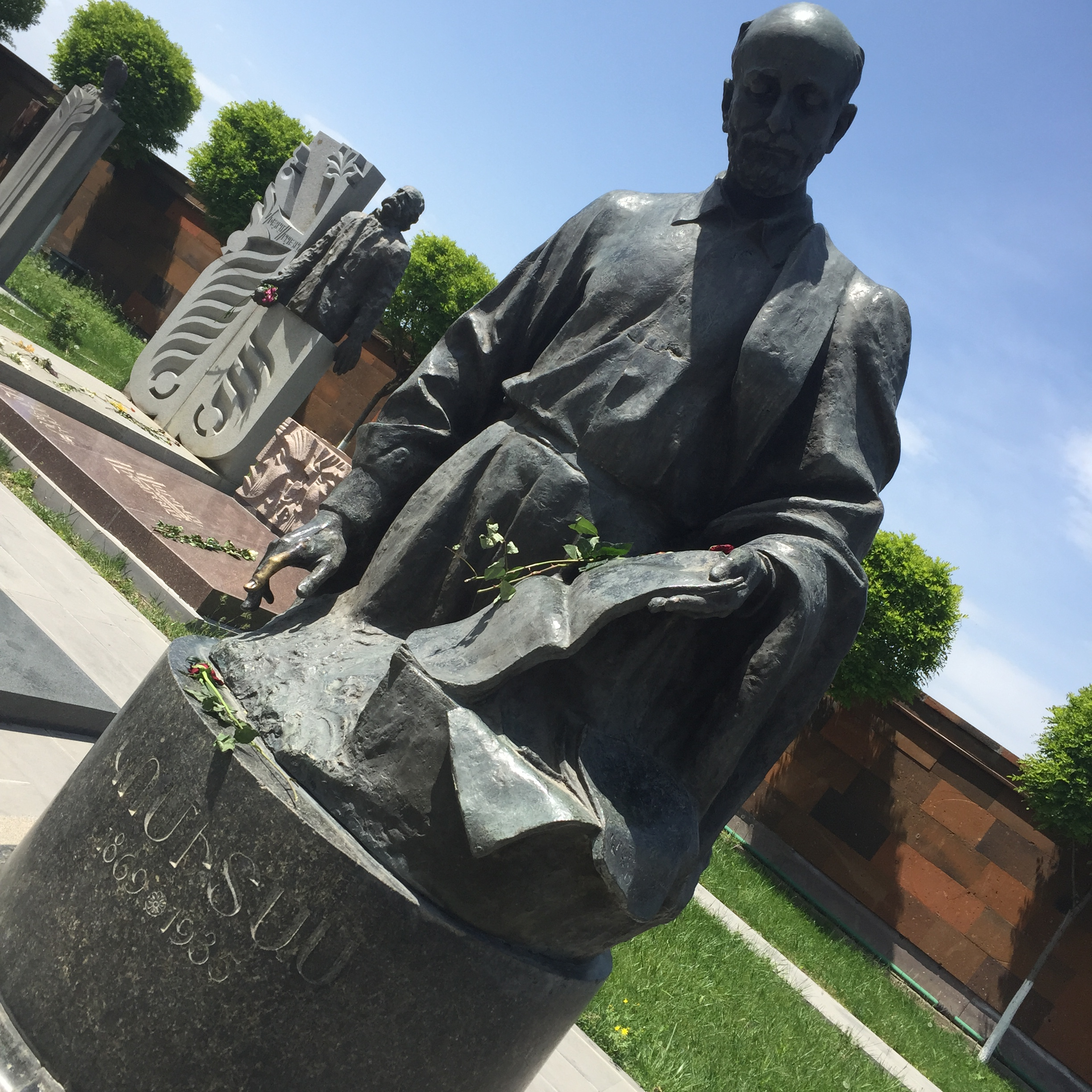
Grab von Komitas